# Elegia microcarpa
Elegia microcarpa är en gräsväxtart som först beskrevs av Carl Sigismund Kunth, och fick sitt nu gällande namn av Moline och Hans Peter Linder. Elegia microcarpa ingår i släktet Elegia och familjen Restionaceae. Inga underarter finns listade i Catalogue of Life.